# محفوظ عبد الرحمن
محفوظ عبد الرحمن (11 يونيو 1941 - 19 أغسطس 2017)، كاتب وباحث ومؤلف مصري، كتب للمسرح والإذاعة والتلفزيون والسينما. من أشهر ما كتب للسينما فيلم حليم عام 2005 من إخراج شريف عرفة وفيلم ناصر 56 عام 1996 وفيلم القادسية وللتلفزيون مسلسلات أم كلثوم، بوابة الحلواني وسليمان الحلبي وعنترة وليلة سقوط غرناطة والمسلسلات الثلاثة الأخيرة من إخراج عباس أرناؤوط.

## بدايته
تخرج من جامعة القاهرة عام 1960 وكان قد بدأ الكتابة قبل تخرجه بأعوام..
عمل في عدة أماكن صحفية ثم بعد تخرجه عمل في دار الهلال واستقال عام 1963 ليعمل في وزارة الثقافة.
كتب القصة القصيرة والنقد الأدبي والمقالة في مجلات: الآداب – الثقافة الوطنية- الهدف- الشهر- المساء- الكاتب- الرسالة الجديدة- الجمهورية- وفيما بعد في الأهرام- البيان الإماراتية- الهلال- كاريكاتير- العربي- الأهالي.
عمل منذ عام 1963 في وزارة الثقافة..في البداية في دار الوثائق التاريخية ثم شارك كسكرتير تحرير في إصدار ثلاث مجلات متوالية: مجلة السينما - مجلة المسرح والسينما- مجلة الفنون.
محموعته القصصية الأولى البحث عن المجهول" 1967و الثانية " أربعة فصول شتاء" 1984، وروايته الأولى "اليوم الثامن" نشرت 1972 بمجلة الإذاعة والتليفزيون و "نداء المعصومة" نشرت عام 2000 بجريدة الجمهورية.
كتب سهرة للتليفزيون «ليس غدا» عام 1966، وقدم أول مسلسل تليفزيوني «العودة ألى المنفى» عن قصة أبو المعاطي أبو النجا 1971، ليعمل من 1974~ 1978 في تليفزيون الكويت قدم فيها العديد من الأعمال القيمة.
و يستقيل عام 1982 من وزارة الثقافة ويتفرغ للكتابة.

## من كتبه

### مسلسلاته
كتب أكثر من عشرين مسلسلا للتليفزيون منها:
| - ساق البامبو:2016 - إشراف درامي - أهل الهوى:2013 - قصة وسيناريو وحوار - أم كلثوم:1999 - مؤلف - بوابة الحلواني: (ج1 إلي 4) 1992، 1994، 1997، 2001 - مؤلف | - ساعة ولد الهدى:1992 - قصة وسيناريو وحوار - قابيل و قابيل:1991 - مؤلف - الكتابة على لحم يحترق:1987 - تأليف - ليلة سقوط غرناطة:1979 - مؤلف | - عنترة:1978 - قصة وسيناريو وحوار - الزير سالم:1977 - مؤلف - سليمان الحلبي:1977 - مؤلف - فوتوغرافيا: قصة وسيناريو وحوار |

### كتب للسينما
إضافة للعديد من الأفلام التسجيلية والقصيرة.
- حليم:2006- مؤلف
- كوكب الشرق:1999- قصة وسيناريو وحوار
- ناصر 56:1996- قصة وسيناريو وحوار
- القادسية:1981- قصة وسيناريو وحوار
- الشبكة: قصة وسيناريو وحوار

### من مسرحياته
| - بلقيس:2011 - مؤلف - محاكمة السيد ميم:2002 - تأليف - الحامي والحرامي:1988 - مؤلف - احذروا:1988 - مؤلف | - عريس لبنت السلطان: 1986، 1978، 1978 - مؤلف - السندباد البحري:1978 - مؤلف - حفلة على الخازوق | - ليلة من ألف ليلة وليلة: مؤلف - عريس لبنت السلطان: مؤلف - الحامي والحرامي: مؤلف |

### أخرى
- ايزيس:2010 - مسلسل اذاعي- مؤلف
- الرجل الذي رحل:1977 - سهرة تليفزيونية- مؤلف
- ذات يوم ذات شهر ذات سنة: سهرة تليفزيونية- مؤلف

## الجوائز التي حصل عليها
- جائزة الدولة التشجيعية 1972
- أحسن مؤلف مسرحي 1983 من الثقافة الجماهيرية
- الجائزة الذهبية من مهرجان الإذاعة والتليفزيون عن مسلسل أم كلثوم
- جائزة الدولة التقديرية في الفنون2002
- جائزة العقد لأفضل مبدع خلال 10 سنوات من مهرجان الإذاعة والتليفزيون.

 كما كتب للمسرح الكويتي، ومن أشهر ما كتب مسرحيتي حفلة على الخازوق وعريس لبنت السلطان.

## حياته الشخصية
متزوج من الفنانة القديرة سميرة عبد العزيز.

## وفاته
توفي في يوم 19 أغسطس 2017 بعد صراع مع المرض، عن عمر ناهز الـ76 عاما، داخل العناية المركزة بأحد المستشفيات الخاصة في مصر وكان محفوظ عبد الرحمن قد تعرض لجلطة دماغية مفاجئة نقل على إثرها لأحد مستشفيات الشيخ زايد في 6 أكتوبر 2016.